# Walther Kottenkamp
Friedrich Georg Walther Kottenkamp (* 13. Februar 1889 in Bielefeld; † 16. Juli 1953 in Stuttgart-Bad Cannstatt) war ein deutscher Schauspieler bei Bühne und Film.

## Leben
Kottenkamp erhielt in München bei Friedrich Basil kurz Schauspielunterricht, ehe er 1906 im heimatlichen Bielefeld seinen Einstand auf der Bühne gab. Weitere Bühnenstationen waren Bochum, Iserlohn, Eutin, Apolda und Jena, wo er 1912 eintraf. 1915 wechselte Walter Kottenkamp nach Köln, vier Jahre darauf (1919) nach Bochum. Die wichtigste Schaffensphase Walter Kottenkamps wurden die zwei Jahrzehnte, die der Bielefelder ab 1925 bis zum Kriegsende 1945 am Sächsischen Staatstheater von Dresden verbrachte. Hier wurde er im Fach Schwerer Held und Heldenvater besetzt. Die Nachkriegszeit begann für Walter Kottenkamp 1947 als ständiger Gast am Staatstheater Stuttgart, wo er bis zu seinem Tod sechs Jahre darauf blieb und oftmals das Rollenfach der „Pères nobles“ einnahm.
Kottenkamps wichtigste Theaterrollen jener späten Jahre waren der Paulus in Lagerkvists „Barrabas“, der Lord in Wildes „Eine Frau ohne Bedeutung“ sowie der Wilhelm Tell, der Götz von Berlichingen, der Falstaff und der Richter von Zalamea. „Wie auch in manchen musikalischen Lustspielen erwuchs die drastische Komik der Kottenkampschen Gestalten aus dem eklatanten Widerspruch zwischen der kräftigen und schwerkalibrigen Männlichkeit der Erscheinung und der Kläglichkeit der Rollen, die er zu spielen hatte.“ So wurde der Hüne mit der sonoren Bassstimme in seinen Rollen so manches Mal von der (un-)holden Frauenwelt um den Finger gewickelt oder regelrecht abgekanzelt.
Kottenkamp, der auch als Schauspiellehrer (u. a. von Helmut Weiss und Werner Tronjeck) gearbeitet und in seinen letzten Lebensjahren an mehreren Hörspielaufnahmen des SDR bzw. SWF teilgenommen hatte, fand zu dieser Zeit insgesamt vier Mal den Weg vor die Kinofilmkamera. In diesen Produktionen blieb er dem Fach der väterlichen Respektsperson treu und spielte den Johann Wolfgang von Goethe in der filmischen Goethe-Episode Begegnung mit Werther, einen Kammersänger in der Komödie Der blaue Strohhut, Achilles Prinz von Brandenburg in dem royalen Zeitbild Königskinder und einen Pfarrer in dem schwerblütigen Heimatfilmdrama Im Bann der Madonna.
Kottenkamp war seit dem 11. April 1935 mit Sofia Johanna geb. Schmidberger verheiratet. Die Eheschließung fand in Dresden statt. Walther Kottenkamp starb am 16. Juli 1953 um 7:35 Uhr im Robert-Bosch-Krankenhaus in Stuttgart-Bad Cannstatt im Alter von 64 Jahren. Als Todesursache wurden eine eitrige Gallenblasenentzündung sowie eine massive Lungenembolie infolge einer Operation angegeben. Er wohnte zuletzt im Dobelklinge 13 in Stuttgart. Er war evangelischer Konfession.

## Filmografie (komplett)
- 1949: Begegnung mit Werther
- 1949: Der blaue Strohhut
- 1950: Königskinder
- 1951: Im Bann der Madonna

## Hörspiele (Auswahl)
- 1951: Minna von Barnhelm
- 1951: Verweile, Wanderer
- 1952: Der Biberpelz
- 1952: Eine empfindsame Reise
- 1953: Barrabas (Der Wiederauferweckte)
- 1953: Stalingrad